# 哈利维尔 (南卡罗来纳州)
哈利维尔（英文：Harleyville），是美国南卡罗来纳州下属的一座城市。城市类型是“Town”。其面积大约为1.15平方英里（2.98平方公里）。根据2010年美国人口普查，该市有人口677人，人口密度约为每平方 英里587.67人（约合每平方公里226.91人）。